# Население на Катар
Населението на Катар през 2008 г. е 928 635 души.

## Възрастов състав
(2005)
- 0-14 години: 23,7% (мъжe 104 453, жени 100 295)
- 15-64 години: 72,9% (мъже 427 118, жени 191 830)
- над 65 години: 3,4% (мъже 21 599, жени 7756)

(2008)
- 0-14 години: 21,8% (мъжe 92 896, жени 87 201)
- 15-64 години: 76,8% (мъже 451 127, жени 182 330)
- над 65 години: 1,4% (мъже 6545, жени 4690)

## Коефициент на плодовитост
- 2008-2.47

## Етнически състав
40 % от населението са араби.

## Религия
- 71% – 77,5% мюсюлмани
- 8,5% – 10,3% християни
- 7,2% – 12,7% индуси
- 5% будисти
- 1% други